# 盧波斯·巴爾頓
盧波斯·巴爾頓（捷克語：Luboš Bartoň，1980年4月7日—），捷克籃球運動員。在場上的位置是小前鋒。他代表捷克國家男子籃球隊參賽。